# Akrafjall

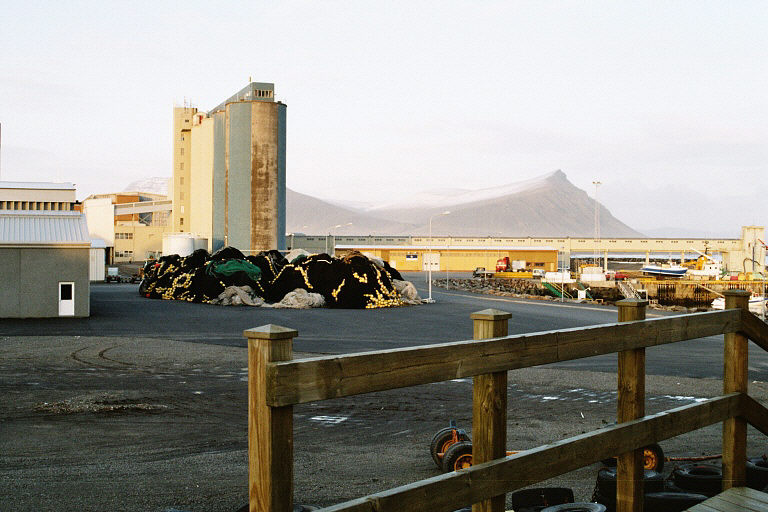
Hafen von Akranes, Akrafjall im Hintergrund

Der Akrafjall ist ein vulkanischer Berg im Westen von Island. Er liegt auf dem Gemeindegebiet von Hvalfjarðarsveit, östlich der Stadt Akranes.

## Lage
Er befindet sich nördlich von Reykjavík auf einer Halbinsel zwischen den Fjorden Borgarfjörður und Hvalfjörður und erreicht eine Höhe von 642 m. Der höchste Gipfel befindet sich im nördlichen Teil des Berges und heißt Geirmundartindur. Ihm gegenüber liegt der zweithöchste Gipfel des Bergmassives, Háihnúkur (555 m).
Der Berg hat eine ovale Form und erstreckt sich von Nordosten nach Südwesten, wobei er der derzeitigen Lage der Riftzonen im Lande folgt. 
Ein tiefes Tal liegt zwischen den beiden höchsten Gipfeln und öffnet sich nach Südwesten.

## Geologie
Akrafjall besteht aus Palagonit und einigen Basaltlagen. Diese stammen vom Kjalarnes-Vulkan, der vor etwa 2 Millionen Jahren aktiv war.
Zum größten Teil entstand er während der Eiszeit. Später schabten die Gletscher, die sich in der Eiszeit in den Tälern der beiden heutigen Fjorde befanden, lange Zeit an ihm herum. Er ragte als Nunatak aus ihnen hervor. 
Auffallend ist die Zweiteilung des Berges, in den das Tal Berjadalur einschneidet. Das Trinkwasser der Stadt Akranes wird hier entnommen.

## Ehemalige Küste
In einer Höhe von 80 m wurden Walgebeine gefunden. Das erklärt sich dadurch, dass am Ende der Eiszeit das Land tiefer lag als heute. Als beim Klimawandel die Gletscher tauten, überschwemmte das Meer das Land. Bald darauf aber hob sich das Land aus dem Meer, weil es leichter geworden war. Die Last der Gletscher war von ihm abgefallen.
Auf dem Berg brüten im Sommer viele Mantelmöwen. Früher wurden ihre Eier gesammelt und gegessen.